# Tomaševec Biškupečki
Tomaševec Biškupečki is een plaats in de gemeente Sveti Ilija in de Kroatische provincie Varaždin. De plaats telt 390 inwoners (2001).